# وارن سنايدر
وارن سنايدر هو مجدف كندي، ولد في 2 مارس 1903 في تورونتو في كندا، وتوفي بنفس المكان في 27 مارس 1957.

## وصلات خارجية
- وارن سنايدر على موقع الاتحاد الدولي للتجديف (الإنجليزية)
- وارن سنايدر على موقع اللجنة الأولمبية الدولية (الإنجليزية)
- وارن سنايدر على موقع أوليمبيديا (الإنجليزية)